# Bundesstraße 248
Die deutsche Bundesstraße 248 (Abkürzung: B 248) führt von Northeim nach Dannenberg (Elbe). Hier endet die B 248 im Stadtgebiet an der B 191. Zuvor zweigt ein Teilstück, die B 248a, ab und führt als Querspange über die B 191 bis zur B 216 am Streetzer Kreisel. In Wolfsburg verläuft die in den 1960er-Jahren vierspurig ausgebaute B 248 heute als Bundesautobahn 39.

## Geschichte

### Ursprung
Der südliche Streckenabschnitt der heutigen Bundesstraße 248 zwischen Northeim und Braunschweig wurde im Herzogtum Braunschweig als Frankfurter Straße bezeichnet und zwischen 1786 und 1794 zur befestigten Kunststraße (Chaussee) ausgebaut. In Northeim mündete diese Straße in die B 3, die zur gleichen Zeit ebenfalls als Chaussee ausgebaut wurde.
Der mittlere Streckenabschnitt zwischen Braunschweig und Wolfsburg wurde zwischen 1805 und 1816 als Chaussee ausgebaut und als Berliner Straße bezeichnet.
Der nördlich anschließende Streckenabschnitt zwischen Wolfsburg und Salzwedel entstand zwischen 1853 und 1855 als Kreischaussee, die allein auf Kosten der beteiligten Landkreise erbaut wurde.

### Frühere Strecken und Bezeichnungen
Der Streckenabschnitt zwischen Braunschweig und Seesen wurde bereits 1932 zur Fernverkehrsstraße, ab 1934 Reichsstraße erhoben und als Reichsstraße 64 bezeichnet. Die Reichsstraße 248 zwischen Northeim und Salzwedel wurde um 1937 eingerichtet.
Diese Bundesstraße wurde durch die Deutsche Teilung an zwei Stellen unterbrochen und ist erst seit Ende 1989 wieder durchgehend befahrbar, als sowohl zwischen Brome und Mellin (am 18. November) als auch zwischen Salzwedel und Lübbow Grenzübergänge eingerichtet wurden.

## Bedeutung für den Fernverkehr
Die B 248 hat zwischen Northeim und Seesen eine große Bedeutung für den Fernverkehr. Bei Stau auf der entlang der Strecke verlaufenden A 7 wird der Verkehr über die Bundesstraße 248 umgeleitet. Dies führt zu einem erhöhten Verkehrsaufkommen in den anliegenden Ortschaften.

## Sehenswürdigkeiten

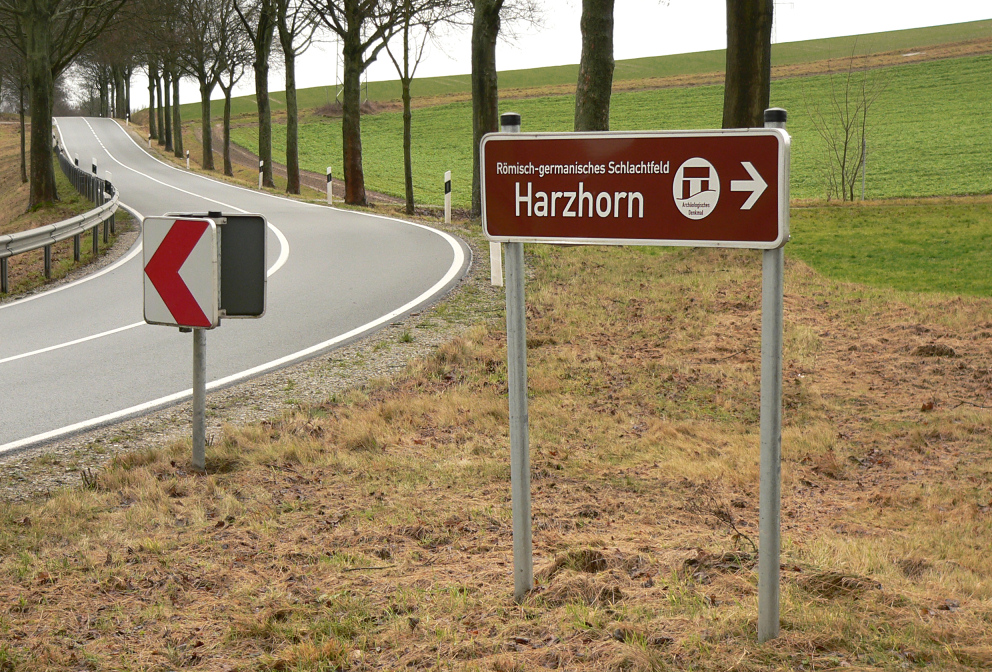
Hinweisschild an der B 248 zum Bodendenkmal des Harzhornereignisses

Zu den unmittelbar an der B 248 gelegenen Sehenswürdigkeiten gehört das als Harzhornereignis bekannt gewordene frühere römisch-germanische Schlachtfeld.